# Modena Challenger 2024
Il Modena Challenger 2024 è stato un torneo maschile di tennis professionistico. È stata la 2ª edizione del torneo, facente parte della categoria Challenger 75 nell'ambito dell'ATP Challenger Tour 2024, con un montepremi di 73 000 €. Si è giocato dal 1° al 7 luglio 2024 sui campi in terra rossa del Club La Meridiana di Modena, in Italia.

## Partecipanti

### Teste di serie
| Nazionalità   | Giocatore              | Ranking* | Testa di serie |
| ------------- | ---------------------- | -------- | -------------- |
| Spagna        | Albert Ramos Viñolas   | 112      | 1              |
| Argentina     | Thiago Agustín Tirante | 128      | 2              |
| Francia       | Titouan Droguet        | 133      | 3              |
| Italia        | Matteo Gigante         | 135      | 4              |
| Italia        | Andrea Pellegrino      | 158      | 5              |
| Francia       | Benoît Paire           | 159      | 6              |
| Perù          | Juan Pablo Varillas    | 162      | 7              |
| Spagna        | Oriol Roca Batalla     | 164      | 8              |
| Taipei cinese | Tseng Chun-hsin        | 168      | 6              |

* Ranking al 24 giugno 2024.

### Altri partecipanti
I seguenti giocatori hanno ricevuto una wild card per il tabellone principale:
- Federico Arnaboldi
- Jacopo Berrettini
- Gabriele Piraino

I seguenti giocatori sono entrati in tabellone come alternate:
- Rémy Bertola
- Raul Brancaccio
- Giovanni Fonio
- Francesco Forti
- Alessandro Giannessi

I seguenti giocatori sono passati dalle qualificazioni:
- August Holmgren
- Marco Cecchinato
- Mariano Tammaro
- Alessandro Pecci
- Daniel Mérida
- Federico Gaio

Il seguente giocatore è entrato in tabellone come lucky loser:
- Marcello Serafini

## Punti e montepremi
| Torneo    | Torneo              | V     | F     | SF    | QF    | 2T    | 1T  | Q | Q2  | Q1  |
| Singolare | Punti               | 75    | 44    | 22    | 12    | 6     | 0   | 4 | 2   | 0   |
| Singolare | Premi in denaro (€) | 9,880 | 5,820 | 3,450 | 2,000 | 1,165 | 720 | – | 360 | 185 |
| Doppio    | Punti               | 75    | 44    | 22    | 12    | –     | 0   | – | –   | –   |
| Doppio    | Premi in denaro (€) | 4,250 | 2,450 | 1,480 | 880   | –     | 500 | – | –   | –   |

## Campioni

### Singolare
Albert Ramos Viñolas ha sconfitto in finale  Federico Arnaboldi con il punteggio di 6–4, 3–6, 6–2.

### Doppio
Jonathan Eysseric /  George Goldhoff hanno sconfitto in finale  Andre Begemann /  Patrik Niklas-Salminen con il punteggio di 6–3, 3–6, [10–8].